# لئوناردو ژاردیم
ژوزه لئوناردو نونژ آلوز سوزا ژاردیم (پرتغالی: José Leonardo Nunes Alves Sousa Jardim؛ زادهٔ ۱ اوت ۱۹۷۴) سرمربی فوتبال  اهل پرتغال است. وی هم اکنون هدایت باشگاه ورزشی کروزیرو را برعهده دارد.

## افتخارات

### به عنوان مربی
بیرامار
- لیگ دسته اول فوتبال پرتغال(۱): ۱۰–۲۰۰۹

المپیاکوس
- سوپر لیگ فوتبال یونان(۱): ۱۳–۲۰۱۲
- جام حذفی فوتبال یونان(۱): ۱۳–۲۰۱۲

موناکو
- لیگ ۱(۱): ۱۷–۲۰۱۶

الهلال
- سوپر جام فوتبال عربستان(۱):۲۰۲۱
- لیگ قهرمانان آسیا(۱): ۲۰۲۱

شباب الاهلی
- لیگ برتر فوتبال امارات(۱): ۲۳–۲۰۲۲

### شخصی
- بهترین سرمربی لیگ ۱: ۱۷–۲۰۱۶

## آمار مربیگری
تا تاریخ مسابقه بازی شده ۹ مهٔ ۲۰۲۵
| تیم         | کشور              | از             | تا             | رکورد | رکورد | رکورد | رکورد | رکورد   |
| تیم         | کشور              | از             | تا             | G     | W     | D     | L     | پیروز % |
| ----------- | ----------------- | -------------- | -------------- | ----- | ----- | ----- | ----- | ------- |
| کاماجا      | پرتغال            | ۴ ژوئن ۲۰۰۳    | ۱۴ مارس ۲۰۰۸   | ۱۶۶   | ۷۳    | ۴۱    | ۵۲    | ۰۴۴     |
| شاوش        | پرتغال            | ۱۷ مارس ۲۰۰۸   | ۲ ژوئن ۲۰۰۹    | ۴۸    | ۲۸    | ۱۱    | ۹     | ۰۵۸     |
| بیرامار     | پرتغال            | ۲ ژوئن ۲۰۰۹    | ۲۸ فوریه ۲۰۱۱  | ۶۶    | ۲۵    | ۲۱    | ۲۰    | ۰۳۸     |
| براگا       | پرتغال            | ۷ ژوئن ۲۰۱۱    | ۳۰ مه ۲۰۱۲     | ۴۶    | ۲۷    | ۱۰    | ۹     | ۰۵۹     |
| المپیاکوس   | یونان             | ۵ ژوئن ۲۰۱۲    | ۱۹ ژانویه ۲۰۱۳ | ۲۶    | ۲۰    | ۳     | ۳     | ۰۷۷     |
| اسپورتینگ   | پرتغال            | ۲۰ مه ۲۰۱۳     | ۲۰ مه ۲۰۱۴     | ۳۵    | ۲۳    | ۸     | ۴     | ۰۶۶     |
| موناکو      | فرانسه            | ۶ ژوئن ۲۰۱۴    | ۱۱ اکتبر ۲۰۱۸  | ۲۳۳   | ۱۲۵   | ۵۴    | ۵۴    | ۰۵۴     |
| موناکو      | فرانسه            | ۲۷ ژانویه ۲۰۱۹ | ۲۸ دسامبر ۲۰۱۹ | ۳۷    | ۱۴    | ۱۱    | ۱۲    | ۰۳۸     |
| الهلال      | عربستان سعودی     | ۲ ژوئن ۲۰۲۱    | ۱۴ فوریه ۲۰۲۲  | ۲۶    | ۱۴    | ۸     | ۴     | ۰۵۴     |
| شباب الاهلی | امارات متحده عربی | ۸ ژوئن ۲۰۲۲    | ۱ ژوئن ۲۰۲۳    | ۳۲    | ۱۹    | ۸     | ۵     | ۰۵۹     |
| الریان      | قطر               | ۲۶ ژوئن ۲۰۲۳   | ۳۰ ژوئن ۲۰۲۴   | ۳۱    | ۲۰    | ۳     | ۸     | ۰۶۵     |
| العین       | امارات متحده عربی | ۸ نوامبر ۲۰۲۴  | ۴ فوریه ۲۰۲۵   | ۱۵    | ۵     | ۴     | ۶     | ۰۳۳     |
| کروزیرو     | برزیل             | ۴ فوریه ۲۰۲۵   | تا کنون        | ۱۷    | ۵     | ۵     | ۷     | ۰۲۹     |
| مجموع       | مجموع             | مجموع          | مجموع          | ۷۷۸   | ۳۹۸   | ۱۸۷   | ۱۹۳   | ۰۵۱     |